# After Devil Force〜狂王の後継者〜
『After Devil Force〜狂王の後継者〜』（アフターデビルフォース きょうおうのこうけいしゃ）は、1998年にWindows対応のゲームとして、株式会社コンパイルより発売された戦術シミュレーションゲームである。

## 概要
コンパイル発行の雑誌『ディスクステーション』に収録された戦術シミュレーションゲーム『デビルフォース』シリーズの1作。
当初、ディスクステーション19・20号に前後編に分けて収録される予定だったが、コンパイルの和議申請のあおりを受け、ディスクステーション19号には、当ゲームの体験版を収録するに留まり、1998年8月7日、内容をボリュームダウンした形で一本のゲームとして発売された。2001年11月30日に『コンパイル THE ベスト』として再発売され、後にコンパイルステーションやプロジェクトEGGにて配信されている。
原作者によるノベライズがインターネット上で公開されている。

## ストーリー
クォーダは、アクロディア大陸の西方、東部フォーリスに位置する小王国である。
月命暦216年、小国ながらその卓越した手腕から「狂王」の名を馳せたクォーダ国王シシス・クォーダⅧの急逝に乗じ、同盟関係にあった宗主国ラウルは、クォーダへ侵攻を開始。
留学先のラウルから帰国し家督を継いだカシス・クォーダⅨは、15歳にして王国の存亡を賭けた国防の重責を負うことになる。
内憂外患のクォーダにあって、父シシスの遺産とも言える若く優秀な将領たちと、後に希代の軍師と呼ばれる7歳年上の友人エスク・ガノブレードのみがカシスの恃みであった。

## 主要登場人物

### クォーダ軍
カシス・クォーダ
北方の小国クォーダの王子。15歳。宗主国である大国ラウルに、留学と称した人質として送られていた。父シシスの死によりクォーダへ帰還し第9代クォーダ国王となる。ラウルで差別を受けていたためか言動は消極的であるが、根は素直である。薄い金色の髪と翠の瞳、端正な顔だちが特徴。
エスク・ガノブレード
ラウル南方のイエルナ出身。22歳。片田舎の貧乏貴族の跡取り。ラウルのクルーネア修士館で留学中のカシスと知り合う。修士館時代は、参軍たる天賦の才を持ちながらも、家格や性格の問題から周囲から認められることはなく不遇をかこっていた。毒舌家で皮肉屋、性格の基本は陽気だが、一方で何を考えているのか悟らせない部分がある。シシス逝去の折、ラウルに見切りをつけてクォーダへ出奔、カシスの軍師として活躍する事になる。面は長く、年よりも老けて見える顔だちと鉄色の髪と瞳が特徴。
シシス・クォーダ
第8代クォーダ国王。外貨獲得のため自らクォーダ傭兵師団を率いて鬼神のごとく各地を転戦したことから「狂王」と呼ばれ恐れられた。転戦した各地の軍事・産業技術を学び、牧畜中心だった国内に機械産業を興した名君でもある。視察先の兵器廠の事故により急逝する。享年52歳。若い頃はカシスに生き写しだったという。
エディウス・クォーダ
シシスの庶子。28歳。王位継承権を辞することを条件にシシスの甥としてクォーダの宮廷に入る。外征の多いシシスに代って、事実上内政を執り仕切った。シシスの死後、宰相に就任しクォーダの指揮を取ることになる。薄く長い金髪と碧眼の端正な男。
リューダス
クォーダ軍第1師団長。22歳。シシスに拾われた3孤児の一人。シシスに戦術を徹底的に叩き込まれた。陽気で単純な漢だが、戦争に関しては天才肌の指揮官である。戦場でも食欲の衰えない大食漢。親しい者からはリュードと呼ばれている。
カリュウト・ウェゲナー
クォーダ軍第3師団長。21歳。シシスに拾われた3孤児の一人。跡継ぎの絶えた軍部の名門ウェゲナー家を継いだ女性。冷静かつ明晰な判断力で、兵士たちの信頼を集める知将である。冷静で物静かだが、性格はかなりキツイところがある。リューダスやリシナとともにシシスの下で兄弟のように育った。
ラデュス・ベルナ－
クォーダ近衛騎士団の右隊長。23歳。クォーダ随一の剣と銃の使い手。酒と女と喧嘩を愛する陽気な好漢。颯爽とした性格と容姿の持ち主であるため、女性に人気が高い。日常も戦いでも派手で豪快な事を好む。何故かエスクと意気投合し、近衛隊長ながら勝手に前線で暴れ回る。
リシナ・カラット
クォーダ軍竜騎兵団長。22歳。シシスに拾われた3孤児の一人。性格は穏やかで温厚であるが、戦場では信じられないほどの勇気を発揮する。部下に対しても敬語を使う。リューダスとリシナはカリュウトに想いを寄せており、三人ともそれぞれの思いを知っており、三人は友情と愛情の危ういバランスを保ちながら付き合っている。ちなみに竜騎兵とは、クォーダが誇るシシス考案の装甲擲弾騎兵の名称である。
リーリナ・ハイラウンド
クォーダの女性近衛騎士。17歳。愛らしい風貌に似ずかなりの武術の使い手である。カリュウトを慕って騎士団に入団した。実はけっこう家柄のよい貴族の出身。
クレップス・リデュー
クォーダ軍第4師団長。27歳。クォーダの国内防衛を担う。
ゲルダ・クルザード
11人の魔導師を束ねる魔導師長。27歳。魔導の腕もさることながら、優秀な諜報員でもある。銃火器中心のクォーダ軍において彼女の存在は貴重であった。

### ラウル軍
ネユーフ・ウダイ
ラウル軍第2軍団司令。42歳。国王の命を受け、クォーダ討伐に向かう。堅実かつ人格者。
シーブル・ツォン
ラウル第2軍団参軍。23歳。クルーネア修士館を優秀な成績で卒業する。修士館時代に落第生のエスクに兵棋演習で破れた過去があり、初陣となったクォーダ討伐戦にて敵国の参軍に収まったエスクに対し激しい対抗心を燃やす。
ノーラッド・ブラッケ
ラウル第5軍団（北部方面軍）司令。第2軍団を支援すべく、クォーダ討伐に動員された援軍の指揮者だが、ネユ－フとは仲が悪い。